# Івуарійсько-російські відносини
Івуарійсько-російські відносини — двосторонні дипломатичні відносини між Республікою Кот-д'Івуар та Росією. Росія має посольство в Абіджані, посольство Кот-д'Івуару розташоване в Москві.

## Історія
Відносини мають дружній характер, здійснюється взаємодія в ООН та інших міжнародних організаціях.
У листопаді 2012 Абіджан відвідав Спеціальний представник Президента Російської Федерації зі співпраці з країнами Африки, Голова Комітету Ради Федерації з міжнародних справ Михайло Маргелов, у січні 2013 року він зустрівся з президентом Кот-д'Івуар Алассаном Уаттарою на саміті Африканського Союзу в Аддіс-Абебі.
Кот-д'Івуар входить до найбільших торгових партнерів Росії в Африці на південь від Сахари. В Абіджані діє постійне представництво російської нафтогазової компанії «Лукойл».